# Raymond Giroux
Pour les articles homonymes, voir Giroux et Raymond Giroux (homonymie).
Raymond Giroux (né le 20 novembre 1976 à North Bay dans la province de l'Ontario) est un joueur professionnel canadien de hockey sur glace. Il évolue au poste de défenseur.

## Carrière de joueur
En 1994, il commence sa carrière à l'Université Yale en Eastern College Athletic Conference. Il est choisi au cours du repêchage d'entrée dans la Ligue nationale de hockey par les Flyers de Philadelphie en 8e ronde, en 202e position. Il est nommé capitaine des Bulldogs de Yale en 1997-1998, saison où il est l'un des dix finalistes pour le trophée Hobey Baker. Le 25 août 1998, ses droits sont échangés aux Islanders de New York en retour d'un choix de sixième ronde au repêchage 2000. En 1998, il passe professionnel avec Lock Monsters de Lowell dans la Ligue américaine de hockey. Un an plus tard, il joue ses premiers matchs dans la LNH avec les Islanders. En 2002, il perd en finale de la Coupe Calder avec Sound Tigers de Bridgeport face aux Wolves de Chicago 4 victoires à 1. Il porte également le maillot des Devils du New Jersey en 2002-2003 mais est majoritairement assigné dans la Ligue américaine de hockey. En 2005, il intègre l'effectif des Ak Bars Kazan. Il remporte la Superliga 2006, la Coupe d'Europe des clubs champions 2007 et la Coupe continentale 2008. Il signe au SKA Saint-Pétersbourg en 2008.

## Trophées et honneurs personnels

### Eastern College Athletic Conference
- 1997 : nommé dans la seconde équipe d'étoiles.
- 1998 : nommé dans la première équipe d'étoiles.
- 1998 : nommé joueur de l'année.

### Championnat NCAA
- 1998 : nommé dans la première équipe type de l'est.

### Ligue américaine de hockey
- 2000 : participe au Match des étoiles.
- 2002 : participe au Match des étoiles.
- 2003 : participe au Match des étoiles.
- 2002-2003 : nommé dans la première équipe d'étoiles.

### Ligue continentale de hockey
- 2009 : participe avec l'équipe Jágr au 1er Match des étoiles de la Ligue continentale de hockey (titulaire).

## Statistiques

### En club
| Saison     | Équipe                     | Ligue      |    | Saison régulière | Saison régulière | Saison régulière | Saison régulière | Saison régulière |   | Séries éliminatoires | Séries éliminatoires | Séries éliminatoires | Séries éliminatoires | Séries éliminatoires |
| Saison     | Équipe                     | Ligue      | PJ | B                | A                | Pts              | Pun              | PJ               | B | A                    | Pts                  | Pun                  |                      |                      |
| 1994-1995  | Bulldogs de Yale           | NCAA       | 27 | 1                | 3                | 4                | 8                | -                | - | -                    | -                    | -                    |                      |                      |
| 1995-1996  | Bulldogs de Yale           | NCAA       | 30 | 3                | 17               | 20               | 36               | -                | - | -                    | -                    | -                    |                      |                      |
| 1996-1997  | Bulldogs de Yale           | NCAA       | 32 | 9                | 12               | 21               | 38               | -                | - | -                    | -                    | -                    |                      |                      |
| 1997-1998  | Bulldogs de Yale           | NCAA       | 35 | 9                | 30               | 39               | 62               | -                | - | -                    | -                    | -                    |                      |                      |
| 1998-1999  | Lock Monsters de Lowell    | LAH        | 59 | 13               | 19               | 32               | 92               | 3                | 1 | 1                    | 2                    | 0                    |                      |                      |
| 1999-2000  | Lock Monsters de Lowell    | LAH        | 49 | 12               | 21               | 33               | 34               | 7                | 0 | 0                    | 0                    | 2                    |                      |                      |
| 1999-2000  | Islanders de New York      | LNH        | 14 | 0                | 9                | 9                | 10               | -                | - | -                    | -                    | -                    |                      |                      |
| 2000-2001  | AIK IF                     | Elitserien | 9  | 0                | 1                | 1                | 16               | -                | - | -                    | -                    | -                    |                      |                      |
| 2000-2001  | HIFK                       | SM-liiga   | 22 | 3                | 9                | 12               | 34               | -                | - | -                    | -                    | -                    |                      |                      |
| 2000-2001  | Jokerit Helsinki           | SM-liiga   | 24 | 4                | 9                | 13               | 16               | 5                | 0 | 0                    | 0                    | 0                    |                      |                      |
| 2001-2002  | Islanders de New York      | LNH        | 2  | 0                | 0                | 0                | 2                | -                | - | -                    | -                    | -                    |                      |                      |
| 2001-2002  | Sound Tigers de Bridgeport | LAH        | 79 | 13               | 40               | 53               | 73               | 19               | 1 | 7                    | 8                    | 20                   |                      |                      |
| 2002-2003  | River Rats d'Albany        | LAH        | 67 | 11               | 38               | 49               | 49               | -                | - | -                    | -                    | -                    |                      |                      |
| 2002-2003  | Devils du New Jersey       | LNH        | 11 | 0                | 1                | 1                | 6                | -                | - | -                    | -                    | -                    |                      |                      |
| 2003-2004  | River Rats d'Albany        | LAH        | 65 | 11               | 17               | 28               | 34               | -                | - | -                    | -                    | -                    |                      |                      |
| 2003-2004  | Devils du New Jersey       | LNH        | 11 | 0                | 3                | 3                | 4                | 4                | 0 | 0                    | 0                    | 0                    |                      |                      |
| 2004-2005  | Aeros de Houston           | LAH        | 70 | 13               | 20               | 33               | 54               | 5                | 0 | 0                    | 0                    | 13                   |                      |                      |
| 2005-2006  | Ak Bars Kazan              | Superliga  | 46 | 9                | 13               | 22               | 56               | 13               | 3 | 8                    | 11                   | 14                   |                      |                      |
| 2006-2007  | Ak Bars Kazan              | Superliga  | 50 | 13               | 26               | 39               | 83               | 14               | 3 | 6                    | 9                    | 20                   |                      |                      |
| 2007-2008  | Ak Bars Kazan              | Superliga  | 57 | 13               | 20               | 33               | 61               | 10               | 2 | 2                    | 4                    | 2                    |                      |                      |
| 2008-2009  | SKA Saint-Pétersbourg      | KHL        | 54 | 2                | 14               | 16               | 38               | 3                | 0 | 0                    | 0                    | 0                    |                      |                      |
| 2009-2010  | SKA Saint-Pétersbourg      | KHL        | 51 | 3                | 11               | 14               | 42               | 4                | 0 | 1                    | 1                    | 0                    |                      |                      |
| 2010-2011  | Traktor Tcheliabinsk       | KHL        | 37 | 4                | 11               | 15               | 52               | -                | - | -                    | -                    | -                    |                      |                      |
| 2011-2012  | Traktor Tcheliabinsk       | KHL        | 48 | 5                | 12               | 17               | 30               | 11               | 0 | 2                    | 2                    | 10                   |                      |                      |
| 2012-2013  | HC Ambrì-Piotta            | LNA        | 4  | 0                | 0                | 0                | 2                | 1                | 0 | 0                    | 0                    | 0                    |                      |                      |
| 2013-2014  | Metallourg Novokouznetsk   | KHL        | 48 | 1                | 9                | 10               | 14               | -                | - | -                    | -                    | -                    |                      |                      |
| Totaux LNH | Totaux LNH                 | Totaux LNH | 38 | 0                | 13               | 13               | 22               | 4                | 0 | 0                    | 0                    | 0                    |                      |                      |